# Montes Alpes
Die Montes Alpes sind ein Gebirgszug im Norden der Vorderseite des Mondes. Sie sind nach den irdischen Alpen benannt.

## Beschreibung

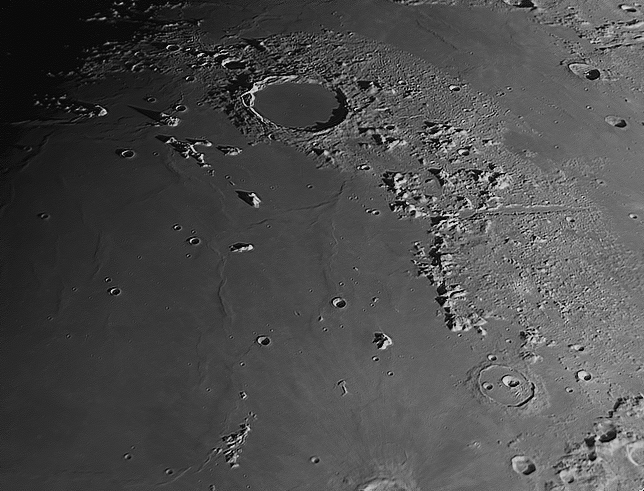
Die Mondalpen am nordöstlichen Teil des Regenmeeres

Der Gebirgszug bildet die nordöstliche Grenze des Mare Imbrium. Dieses Mondmeer, in dem sich nahezu keine auffälligen Formationen befinden, bildet die Westseite der Mondalpen. Dagegen liegt auf der Ostseite ein stärker strukturiertes Hochland mit einer deutlich helleren Albedo. Die Gebirgskette beginnt circa einen Kraterdurchmesser nordwestlich des Cassini-Kraters beim Promontorium Agassiz, erstreckt sich dann über 50 km nach Nordwesten und setzt sich schließlich – streckenweise unterbrochen – bis zum Krater Plato fort. In diesem Abschnitt befindet sich auch das Rinnensystem Rima Plato.
Das nordwestliche Drittel des Gebirges wird durch das Vallis Alpes vom restlichen Gebirge getrennt. Es handelt sich hier um einen bis zu 20 km breiten Graben, der sich aus einer schmalen Schlucht heraus über circa 180 km bis hin zum Mare Frigoris erstreckt. Die Talmitte durchzieht eine schmale Schlucht.
Bei etwa einem Drittel Länge des Gebirgszugs von Südosten her befindet sich der Mont Blanc. Dieser höchste Berg der lunaren Alpen erreicht eine Höhe von 3,6 km über dem Niveau des Mare Imbrium. Im Allgemeinen erreichen die Gipfel in den Mondalpen nur Höhen von 1,8 bis 2,4 km. Auf halbem Wege zwischen Mont Blanc und dem Promontorium Agassiz befindet sich das Promontorium Deville. Südwestlich des Promontoriums Agassiz liegt der isolierte, 2,3 km hohe Mons Piton.